# Kristianofobi
Kristianofobi betegner frygt og had til kristne eller til kristendom i almindelighed. Udtrykket har sin oprindelse hos den amerikanske forsker J.H.H. Weiler og blev detaljeret beskrevet af en amerikansk katolsk teolog og forfatter George Weigel i The Cube and the Cathedral: Europe, America, and Politics Without God (2005).
I december 2004 påpegede Pave Johannes Paul 2., at kristianofobi spredes over hele verden, idet han opfordrede FN til at udarbejde love om kristianofobi, ligesom det er sket i forbindelse med islamofobi og antisemitisme.
FNs Menneskeretskommission i Geneve taler nu om "antisemitisme, islamofobi og kristianofobi" og brugen af ordet kristianofobi er blevet foreslået til brug i FNs Generalforsamling.